# Pseustes cinnamomeus
Pseustes cinnamomeus är en ormart som beskrevs av WAGLER 1824. Pseustes cinnamomeus ingår i släktet Pseustes och familjen snokar. Inga underarter finns listade i Catalogue of Life.
Pseustes cinnamomeus beskrevs efter exemplar från nordöstra Brasilien, Surinam, Venezuela och Colombia. Populationen godkänns inte som art av The Reptile Database. Den infogas istället som synonym i Chironius quadricarinatus.